# Maxillaria tenuifolia
Espèce
Statut CITES
Maxillaria tenuifolia est une espèce d'orchidées du genre Maxillaria originaire d'Amérique centrale.

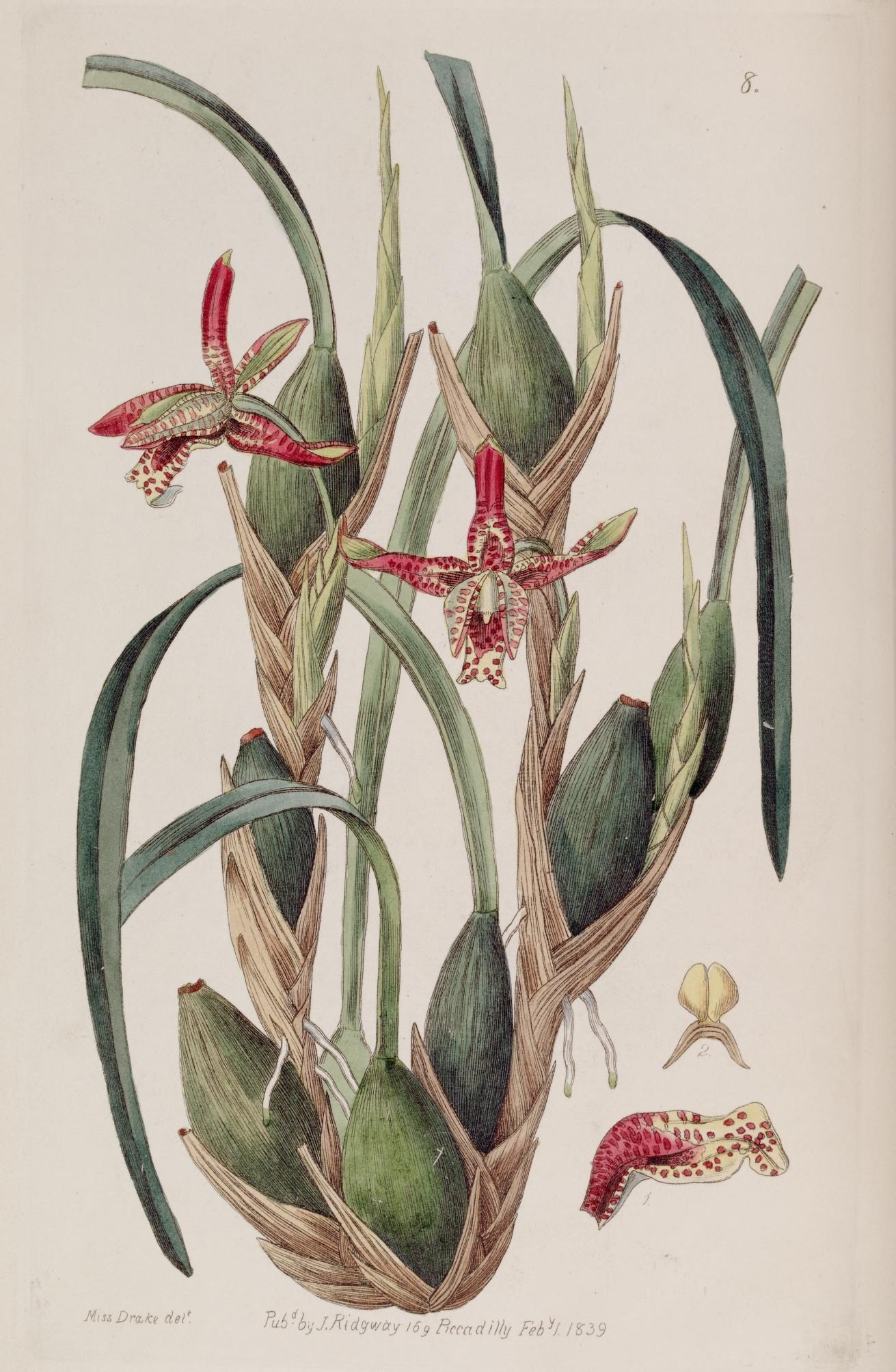